# 1974年至1975年英格蘭足總盃
1974/75球季英格蘭足總盃（英語：FA Cup），是第94屆英格蘭足總盃，今屆賽事的冠軍是韋斯咸，他們在決賽以2:0擊敗富咸，奪得冠軍。本屆賽事繼續在舊溫布萊球場舉行。
韋斯咸擊敗次級聯賽的富咸，奪得冠軍。是他們繼1963/64球季後再贏得的足總盃冠軍。

## 外部連結
1. 英格蘭足總盃官網Archive-It的存檔，存档日期2012-04-24
2. 英格蘭足總盃 歷屆冠軍（页面存档备份，存于）